# Morumbi Town Shopping
O Morumbi Town Shopping é um centro comercial brasileiro localizado na Vila Andrade, na Zona Sul de São Paulo, tendo a sua entrada principal na esquina entre a Av. Giovanni Gronchi e a Rua Nelson Gama de Oliveira.
Inaugurado em 11 de outubro de 2016, como propriedade do Grupo Gazit, o shopping passou a ser o principal concorrente do centro comercial do lado oposto da Av. Giovanni Gronchi, o Shopping Jardim Sul.
Na área tem como sua principal âncora o hipermercado Zaffari, além de lojas como a Panvel, a Tstore Tramontina e a NBA Store, e restaurantes como o OUE SUSHI, o Outback Steakhouse, o Pecorino, o Paris 6 Bistrô e a Macaxeira. O shopping possui 2.000 m² de parque de diversões indoor, 9 salas de cinema Cinemark e 1.584 vagas de estacionamento.